# Термомагнетометрія
Термомагнетометрія (англ. thermomagnetometry) — метод, в якому магнітні характеристики речовини (та / або її продуктів реакції) вимірюються як функції температури, що змінюється за певною програмою.
Термомагнетометрія належить до основних термоаналітичних методів